# Territorio del Montana

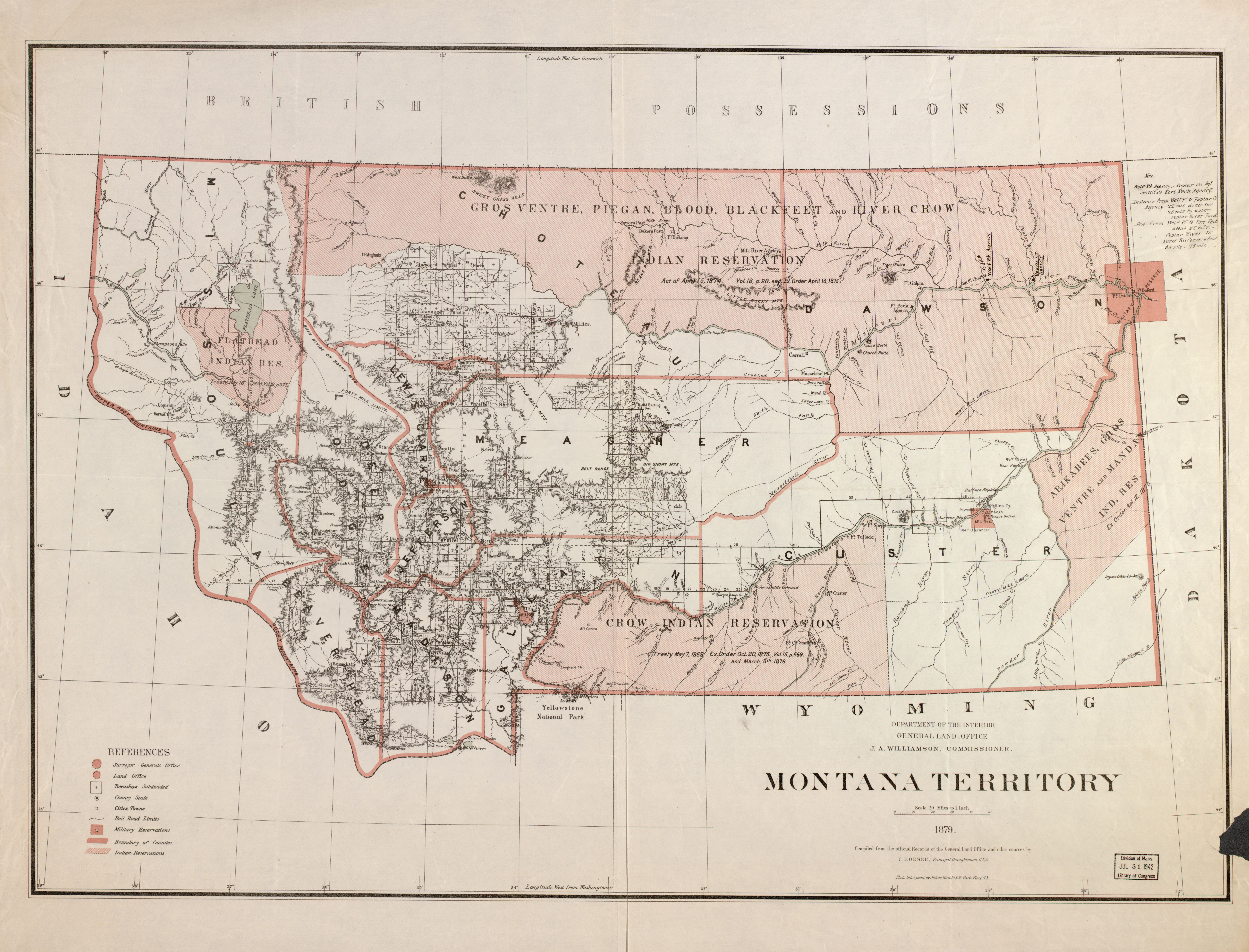
Territorio del Montana

Il Territorio del Montana fu un territorio degli Stati Uniti d'America esistito tra il 28 maggio 1864 e l'8 novembre 1889, quando fu ammesso all'Unione come Stato del Montana.

## Storia
Il Territorio del Montana fu organizzato a partire dall'esistente Territorio dell'Idaho con un Atto del Congresso degli Stati Uniti e convertito in legge dal Presidente Abraham Lincoln il 26 maggio 1864. Le aree ad est della divisione continentale erano state precedentemente parte del Territorio del Nebraska e del Territorio del Dakota ed erano state acquistate dagli USA nell'ambito dell'Acquisto della Louisiana.
Il territorio comprendeva anche una parte del Territorio dell'Idaho ad ovest della divisione continentale e ad est dei monti Bitterroot, che erano stati acquistati dagli Stati Uniti con il Trattato dell'Oregon, ed erano stati originariamente inclusi nel Territorio dell'Oregon. La parte del Territorio dell'Oregon che divenne parte del Montana era stata a sua volta separata dal Territorio di Washington.
Il confine tra il Territorio di Washington e il Territorio del Dakota era la divisione continentale (come mostrato sulla mappa del 1861); tuttavia, il confine tra il Territorio dell'Idaho e quello del Montana seguiva i monti Bitterroot a nord del 46°30' nord (come mostrato dalla mappa del 1864). La leggenda popolare afferma che un gruppo di cartografi ubriachi seguì la cresta sbagliata e spostò il confine erroneamente ad ovest verso i monti Bitterroot.
Contrariamente alla leggenda, il confine è precisamente dove intendeva il Congresso. La Legge Organica del Territorio del Montana definisce il confine che si estende dalla moderna intersezione del Montana, Idaho e Wyoming presso:
Il quarantaquattresimo grado e trenta minuti di latitudine nord; poi verso ovest lungo il 44º grado e 30 minuti di latitudine nord fino al punto costituito dall'intersezione con la cresta delle Montagne Rocciose; poi seguendo la cresca delle Montagne Rocciose verso nord fino all'intersezione coi Monti Bitterroot; poi verso nord lungo la cresta dei Monti Bitterroot fino all'intersezione con il trentanovesimo grado di latitudine ad ovest di Washington; poi lungo questo parallelo verso nord fino al confine con i possedimenti britannici.
I confini del territorio non cambiarono durante la sua esistenza. Fu ammesso all'Unione come Stato del Montana l'8 novembre 1889.

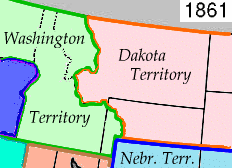
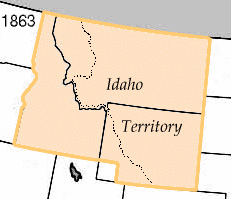
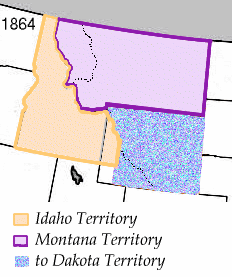
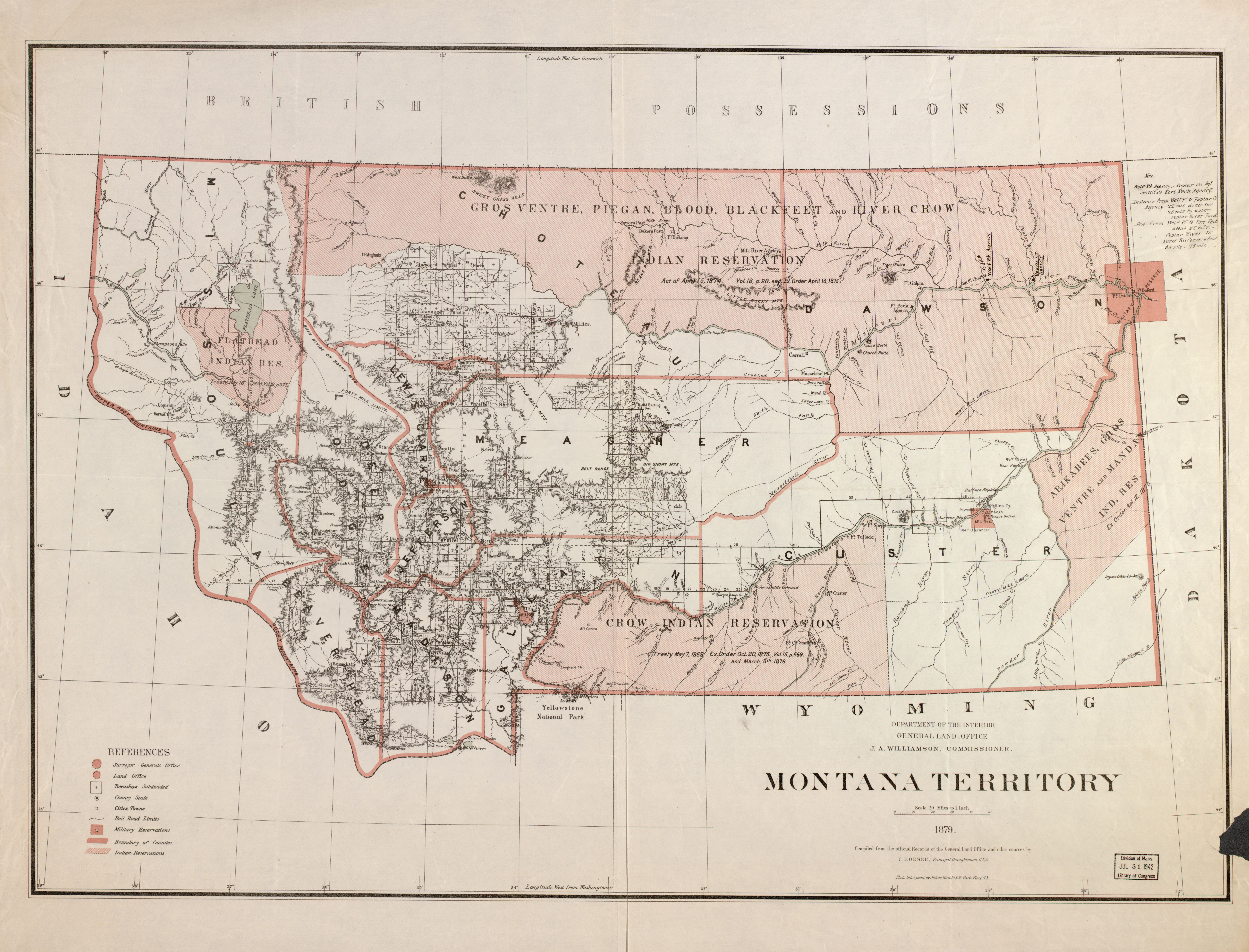